# Оштећење канала Ибар—Лепенац
Током ноћи 29. новембра 2024. експлозивна направа детонирала је на каналу Ибар—Лепенац у Доњим Варагама, код Зубиног Потока, озбиљно оштетивши критичну инфраструктуру која снабдева водом више општина и подржава енергетску централу у Обилићу. Влада Републике Косово оптужила је Владу Републике Србије да је организовала напад. Након тога, Полиција Косова је ухапсила више српских цивила.